# Perusia plena
Perusia plena là một loài bướm đêm trong họ Geometridae.